# Sąd marszałkowski
Sąd marszałkowski – królewski sąd w Rzeczypospolitej szlacheckiej. Przewodniczył w nim (w zależności od miejsca) marszałek wielki koronny lub marszałek wielki litewski a w zastępstwie marszałek nadworny. Jego kompetencja obejmowała sprawy o naruszenie porządku i bezpieczeństwa publicznego w miejscu przebywania króla. 
Marszałek dla zapewnienia bezpieczeństwa i sprawnego funkcjonowania sądu dysponował Strażą Marszałkowską i specjalnym więzieniem (Wieża Marszałkowska). Wydawał Artykuły marszałkowskie, których przestrzeganie było obwarowane surowymi karami.